# Il signore degli incantesimi
Il signore degli incantesimi (Die Dunkle Zeit 2 – Der Orden der Schwerter) è il secondo romanzo della saga fantasy Le Cronache di Ulldart di Markus Heitz, scritto nel 2002 e tradotto in Italia nel 2012.

## Edizioni
- Markus Heitz, Il signore degli incantesimi, Editrice Nord, 2012, ISBN 978-88-429-1674-1.